# Kornwestheim Personenbahnhof
Kornwestheim Personenbahnhof is een spoorwegstation in de Duitse plaats Kornwestheim.   